# Eintrag
Ein Eintrag ist die gezielte Archivierung von Informationen. Die Archivierung selbst erfolgt in Registern, Akten, Karteien, Datenbanken, Büchern usw. Der Akt selbst wird Eintrag in den/die/das/ … (z. B. Eintrag in das Vereinsregister) genannt und die Information wird zum …eintrag (z. B. Klassenbucheintrag). Die Ab-/Anfrage von Einträgen ist der Abruf (Datenbankabruf) oder die Einsicht (Akteneinsicht). Das Entfernen eines Eintrages ist die Löschung (Löschung aus dem Handelsregister).

## Beispiele
- Persönliche Einträge erfolgen meist in ein Notizheft, Tagebuch, Blog usw. wobei der Eintragene seine Gedanken, Erlebnisse festhält. Diese Einträge geben Informationen von einer Person wieder.

- Personenbezogene Einträge in eine Akte (z. B. Personalakte), Kartei (z. B. Krankenkartei) u. a. erfolgen durch den jeweiligen Betreuer der Akte und geben Informationen über die bzw. zur Person wieder.
- Die Eintragung in ein öffentliches Register macht bestimmte Rechtsverhältnisse publik.
- In einem Stammbuch werden beispielsweise Informationen über den Zuwachs von Familien eingetragen.
- In bestimmte Register werden Vereine, Firmen usw. eingetragen.
- Artikel in einem Lexikon oder einer Enzyklopädie
- Wörterbucheintrag, kleinste selbständige Einheit eines Wörterbuchs